# Олд-Лайм (художественная колония)
Художественная колония Олд-Лайм (англ. Old Lyme Art Colony) — художественная колония в городе Олд-Лайм, штат Коннектикут, США, основанная в 1899 году американским художником Генри Рейнджером. Одна из самых известных арт-колоний Соединённых Штатов, первая, где было поддержано художественное течение импрессионизм.

## История

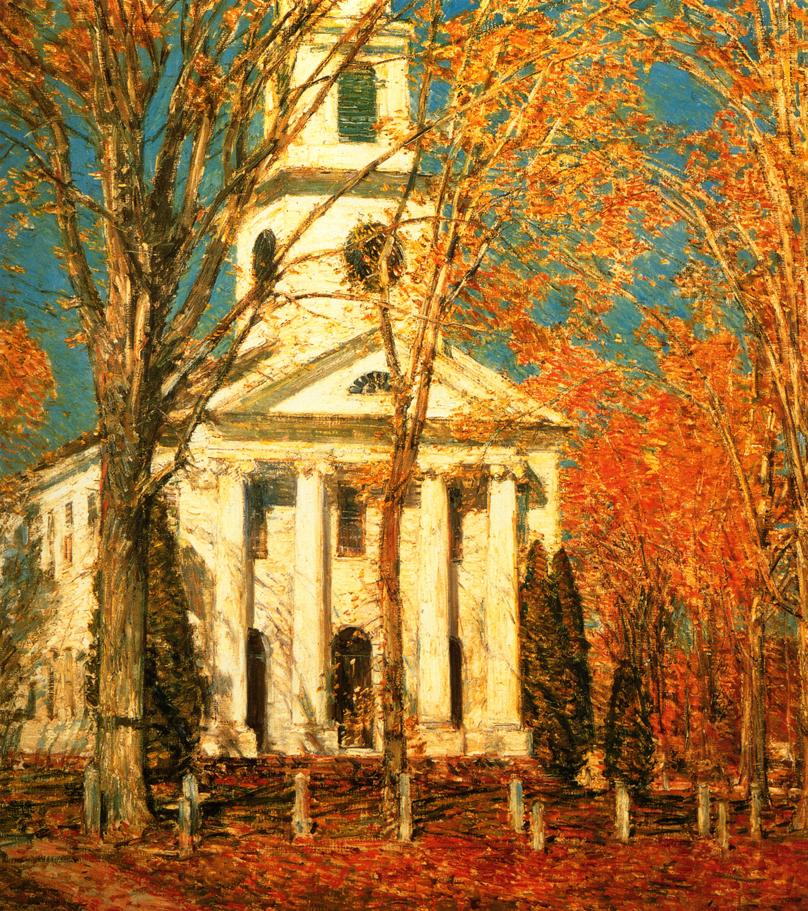
Чайльд Гассам,
Church at Old Lyme, 1905

Рейнджер решил создать место в США, напоминающее французский Барбизон с его художественной школой. Первоначально художники, в числе которых вместе с Рейнджером были Lewis Cohen, Henry Rankin Poore, Louis Paul Dessar и William Henry Howe, собрались в 1900 году в большом доме местной жительницы — Флоренс Грисуолд (впоследствии её дом стал Музеем Флоренс Грисуолд, войдя в число национальных исторических памятников США). Группа окрепла, когда в неё в 1903 году влился Чайльд Гассам.
Создание колонии было важным шагом в развитии американского импрессионизма. Порядка 200 художников посетили и работали в ней последующие 30 лет. Некоторые их работы были посвящены городу Олд-Лайм и его колонии. Интересно, что первым произведением, приобретённым в коллекцию Галереи Коркоран, была работа «Майская ночь» Уилларда Меткалфа с изображением дома и её владелицы — Флоренс Грисуолд.
Среди выдающихся живописцев, работавших в этой художественной колонии, выделяются Louis Betts, Bruce Crane, Arthur Heming, Уилсон Ирвайн, Allen Butler Talcott, Эдвард Волкерт, Гай Уиггинс и Фрэнк Дюмон. Единственной женщиной среди них — Матильда Браун.
Дом был преобразован в художественный музей, где представлены работы художников, а также личные вещи артистов, которые бывали в нём.